# Kamienka
Kamienka es un municipio del distrito de Humenné en la región de Prešov, Eslovaquia, con una población estimada a final del año 2024 de 533 habitantes.
Se encuentra ubicado al sureste de la región, cerca de los ríos Cirocha y Laborec (cuenca hidrográfica del río Tisza) y de la frontera con la región de Košice.

## Demografía
| Año        | 1994 | 2004     | 2014    | 2024    |
| ---------- | ---- | -------- | ------- | ------- |
| Población  | 512  | 566      | 529     | 533     |
| Diferencia |      | +10,54 % | −6,53 % | +0,75 % |

| Año        | 2023 | 2024    |
| ---------- | ---- | ------- |
| Población  | 537  | 533     |
| Diferencia |      | −0,74 % |